# Otto Kirchheimer
Otto Kirchheimer, né le 11 novembre 1905 à Heilbronn et mort le 22 novembre 1965 à New York, est un juriste et politique allemand dont les travaux théoriques ont porté essentiellement sur l'État et la Constitution.

## Éléments biographiques
Juif et socialiste, Otto Kirchheimer est contraint de fuir le nazisme dès l'arrivée au pouvoir du parti national-socialiste. Il part à Paris, où il enseigne auprès de l'Institut de Recherche Sociale (Institut für Sozialforschung) de Francfort-sur-le-Main, qui est alors en exil à Paris. L'Institut s'installant ensuite aux États-Unis, Kirchheimer le suivra outre-atlantique en 1937.
Il est considéré comme l'un des principaux théoriciens allemands de l'État.

## Ouvrages principaux
- Weimar... und was dann? Entstehung und Gegenwart der Weimarer VerfassungWeimar, Berlin, E. Laubsche, 1930.
- Punishment and social structure, con Georg Rusche, New York, Columbia University press, 1939.
- Political justice. The use of legal procedure for political ends, Princeton (NJ), Princeton University press, 1961.
- Politik und Verfassung, Frankfurt am Main, Suhrkamp, 1964.